# Adolf Schmitthenner

Adolf Schmitthenner

Adolf Schmitthenner (* 24. Mai 1854 in Neckarbischofsheim; † 22. Januar 1907 in Heidelberg) war ein deutscher evangelischer Pfarrer und Heimatdichter.

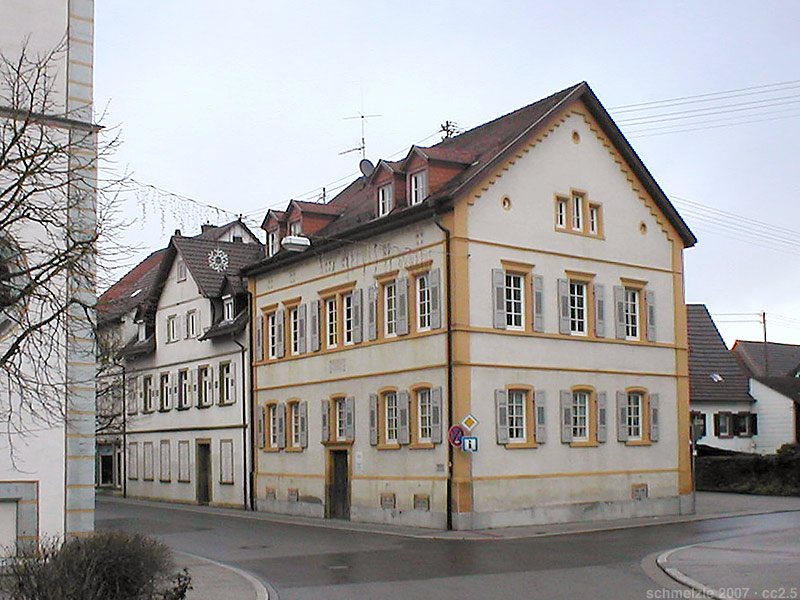
Das Pfarrhaus in Neckarbischofsheim war Schmitthenners Geburtshaus und später nochmalige Wirkungsstätte

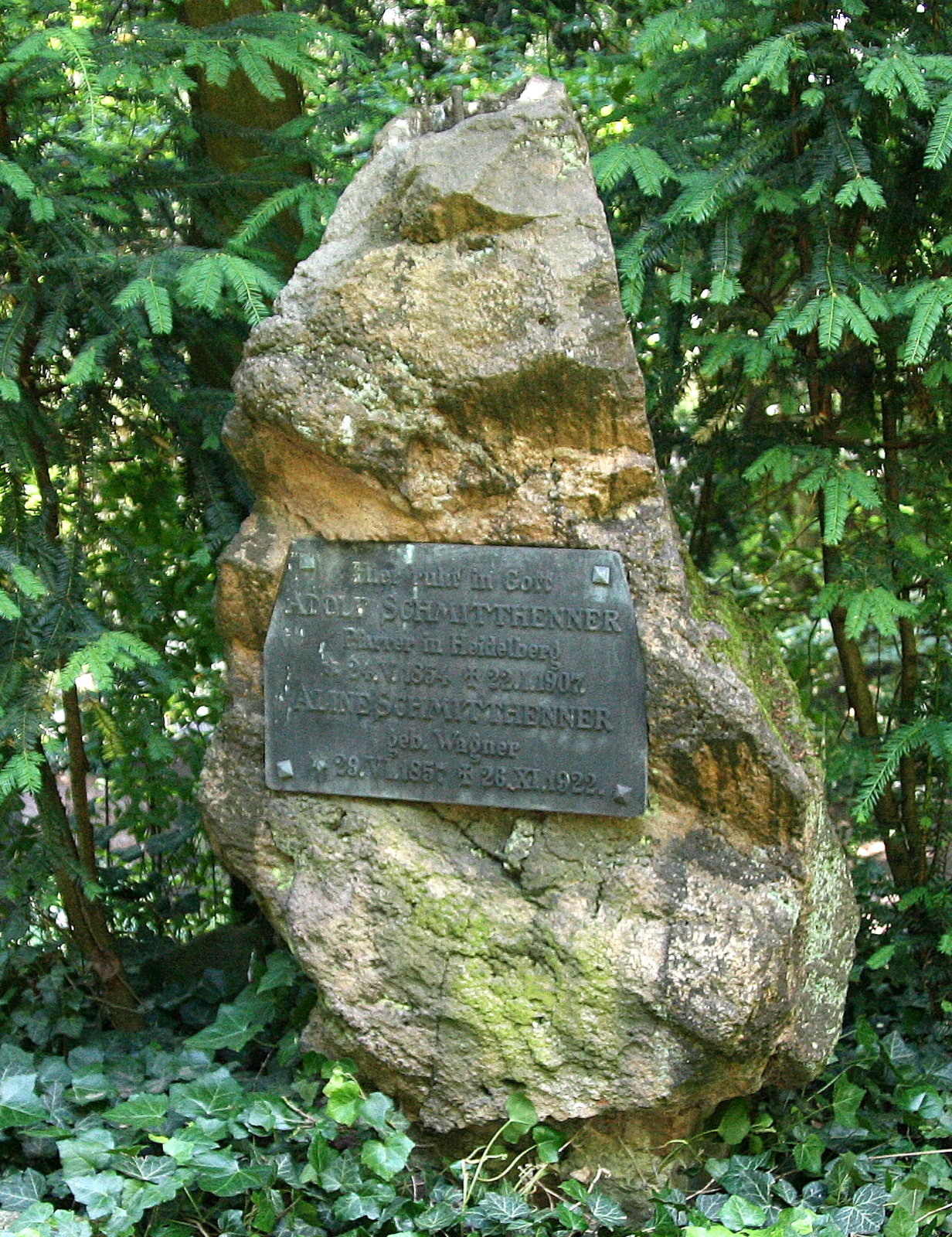
Das Grab von Adolf Schmitthenner und seiner Ehefrau Aline Schmitthenner geborene Wagner, auf dem Heidelberger Bergfriedhof in der (Abt. X)

## Leben
Seine Eltern waren der Pfarrer Johann Heinrich August Schmitthenner (1818–1893) und dessen Ehefrau Mathilde Luise geborene Herbst (1822–1894). Adolf Schmitthenner besuchte die Volksschule und anschließend die Lateinschule in Neckarbischofsheim. Ab 1869 besuchte er das Gymnasium in Karlsruhe. Nach seinem Abitur studierte er Theologie in Tübingen, Leipzig und Heidelberg. Er war Mitglied der Verbindung Normannia Tübingen.   Nach dem zweiten Staatsexamen wurde er 1876 Vikar in Brötzingen und danach, ab 1878 in Kippenheim.
Das Winterhalbjahr 1879/80 verbrachte er zu Studienzwecken in Berlin, England und Schottland. Anschließend wurde er Vikar in Lahr und später in Heidelberg, wo er am 30. März Aline Wagner heiratete. 1881 wechselte er als Stadtvikar nach Karlsruhe, 1882 als Pfarrer in seine Heimatstadt Neckarbischofsheim. 1893 wurde er als Stadtpfarrer nach Heidelberg berufen, eine seiner vielfältigen Tätigkeiten in Heidelberg war, auch dort als Lehrer am evangelischen theologischen Predigerseminar zu unterrichten.
Neben theologischen und literaturwissenschaftlichen Werken verfasste Schmitthenner zahlreiche Romane, Erzählungen und Dramen. Sein Roman Das Deutsche Herz und die Novelle Psyche waren seine größten Erfolge. Seine ab 1883 erschienenen Erzählungen waren auch als Literatur bei der Jugend beliebt. Schmitthenner hat mit seinen Stoffen nie die Grenzen der engeren Heimat überschritten. Das romantische Neckartal, die Burgen Hirschhorn und Zwingenberg am Neckar, die Reichsstadt Heilbronn und die Stadt Heidelberg sind seine Schauplätze. Er beschrieb seine Landsleute als derb, unbefangen, tüchtig, lebensfroh und mit unbefangenem Humor ausgestattet.
Schmitthenner konnte durch seine umfangreichen Quellenstudien auf das 17. Jahrhundert zurückgreifen, etwa für seine Novelle Tilly in Nöten. Vom Verein für Massenverbreitung guter Volksliteratur eingeladen, eine Bewerbung einzureichen, gilt er als Vorbereiter der Büchergilde Gutenberg.
Adolf Schmitthenner verstarb im Alter von nur 52 Jahren in Heidelberg. Er wurde auf dem Heidelberger Bergfriedhof beigesetzt und ruht in einem Familiengrab. Schmitthenner war mit Aline Wagner (1857–1922) verheiratet und hinterließ vier Söhne und zwei Töchter. Sein Sohn Heinrich Schmitthenner (1887–1957) war ein bedeutender Geograph, sein Sohn Ludwig Paul Schmitthenner (1884–1963) war badischer Staatsminister und Professor der Wehrgeschichte und Politik während der NS-Zeit. Seine Tochter Aline (1881–1936) war mit dem Hochschullehrer, Komponisten und Musikschriftsteller Martin Karl Hasse (1883–1960) verheiratet.

## Ehrungen
Zu Schmitthenners 70. Geburtstag wurden Gedenktafeln am Evangelischen Gemeindehaus Heiliggeist-Providenz in Heidelberg, Heiliggeiststraße 17, am Pfarr- und Geburtshaus in Neckarbischofsheim sowie auf der Burg Hirschhorn angebracht. Das Evangelische Gemeindehaus Heiliggeist-Providenz trägt den Namen „Schmitthennerhaus“. Im Heidelberger Stadtteil Kirchheim gibt es die Schmitthennerstraße (zwischen der Alstater Straße und der Albert-Fritz-Straße gelegen). 1965 wurde die „Adolf-Schmitthenner-Heimatstube“ im Hohen Turm in Neckarbischofsheim eröffnet und das 1968 eingeweihte Gymnasium der Stadt Neckarbischofsheim wurde ebenfalls nach Adolf Schmitthenner benannt.

## Werke

### Literarische Werke (in Auswahl)
- Der Handwerksbursche. Erzählung (1883)
- Der Ad'm. Erzählung (1887)
- Psyche. Erzählung (1891)
- Friede auf Erden. Eine Weihnachtserzählung (1892)
- Der Dickkopf und das Peterlein (Weihnachtsgeschichte) (1892)
- Novellen (1896)
- Leonie. Roman (1899)
- Tilly in Nöten. Erzählung (1901)
- Der Seehund. Erzählung (1901)
- Der Wildfang. Erzählung (1901)
- Neue Novellen (1901)
- Die Frühglocke. Erzählung (1905)
- Aus Geschichte und Leben. Erzählungen (1907)
- Das Tagebuch meines Urgroßvaters (1908)
- Das deutsche Herz. Roman (1908)
- Die sieben Wochentage und andere Erzählungen (1909)
- Vergessene Kinder. Ein letzter Band Erzählungen (1910)
- Treuherzige Geschichten (1912)
- Vier Novellen (1913)
- Ausgewählte Erzählungen (1924)
- Heidelberger Erzählungen (1936)
- Schicksale zwischen Berg und Strom. Die schönsten Erzählungen (1956)

### Theologische Schriften
- Wisset ihr nicht, wes Geistes Kinder ihr seid? (1891)
- Herr, bist du’s? Predigten gehalten in der Heiliggeistkirche oder in der Christuskirche zu Heidelberg  (1906)
- Die Seligpreisungen unseres Herrn (1908)
- Brunnenrast. Predigten (1911)

### Schriften zur Literatur
- Schillers Stellung zur Religion (1905)
- Aus Dichters Werkstatt. Aufsätze. Stuttgart: Verlag für Volkskunst, Rich. Keutel (1910)